# Cadeiral do Mosteiro de Santa Cruz

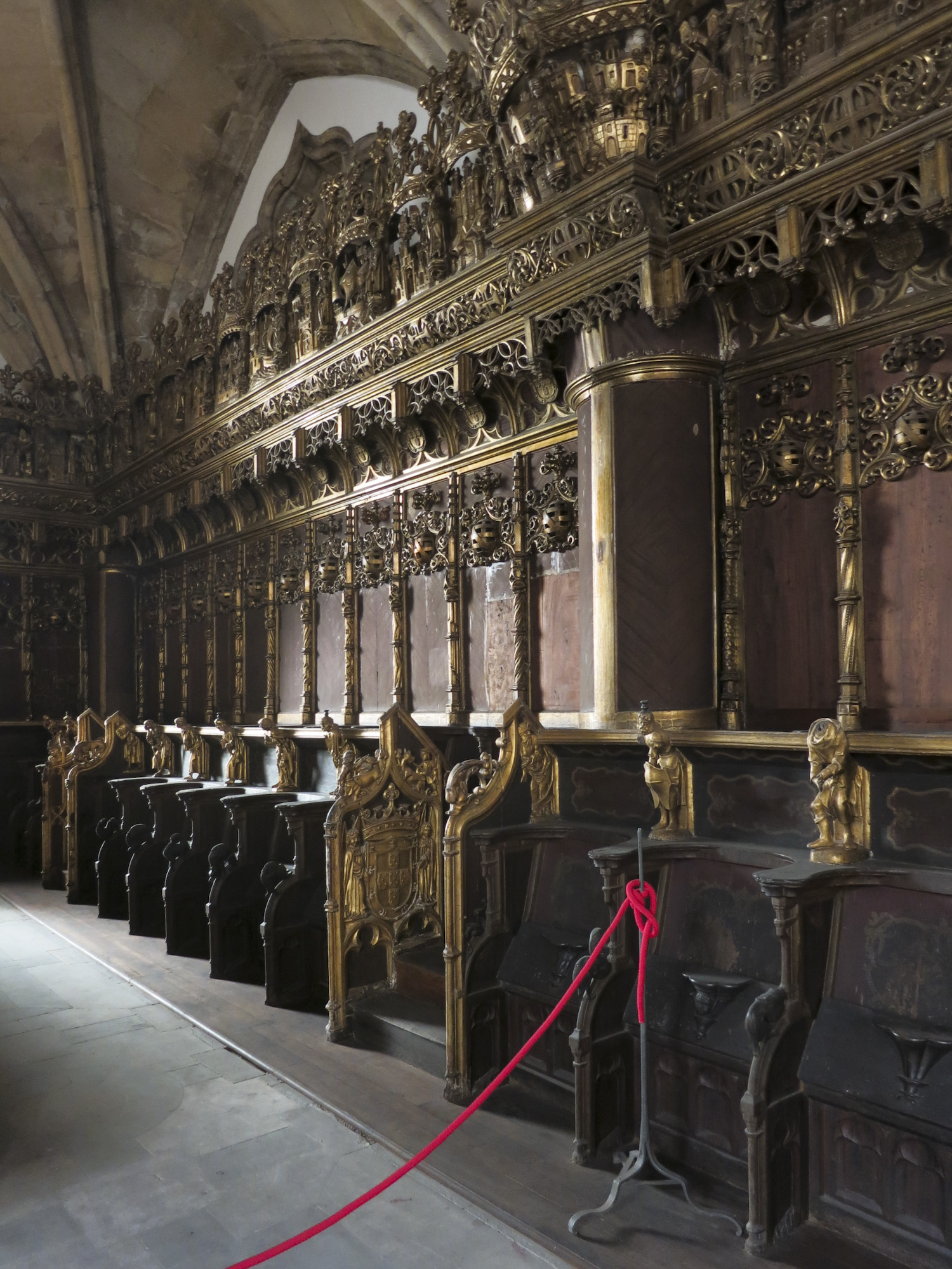
Cadeiral, Igreja do Mosteiro de Santa Cruz

O Cadeiral do Mosteiro de Santa Cruz é um cadeiral do século XVI instalado no coro-alto da Igreja do Mosteiro de Santa Cruz, Coimbra. 
Este cadeiral é uma obra de referência e revela as tendências hispano-flamengas do responsável pela conceção original: Machim. Trata-se de um exemplo raro de cadeiral manuelino que sobreviveu incólume à passagem do tempo. A par do cadeiral da Sé do Funchal (do mesmo período histórico), este conjunto preserva ainda hoje a sua traça original. É uma obra ímpar que espelha o polimorfismo da arte de entalhar e esculpir em madeira nas três primeiras décadas do século XVI. 

## Historial / Caracterização
A construção data do século XVI e ocorreu em três empreitadas sucessivas, levadas a cabo por mestres entalhadores-escultores estrangeiros deslocados para Portugal: Machim, João Alemão e Francisco Lorete. Com a habitual planta em U, na sua disposição presente o cadeiral integra 66 cadeiras, 28 das quais no registo inferior e 38 no superior. A parte mais antiga, de Machim e João Alemão, integra o maior número de unidades e corresponde às cadeiras e espaldares junto à frontaria da igreja; as mais afastadas são de Francisco Lorete.
O cadeiral foi primeiramente instalado na capela-mor por mestre Machim, em 1513, sendo a obra prosseguida por João Alemão cinco anos mais tarde (1518). A ampliação e transposição para o recém-construído coro-alto (de Diogo de Castilho) foi realizada por Francisco Lorete em 1531 e inscreveu-se no conjunto de obras de engrandecimento do mosteiro impulsionadas por Frei Brás de Barros a partir de 1527. 

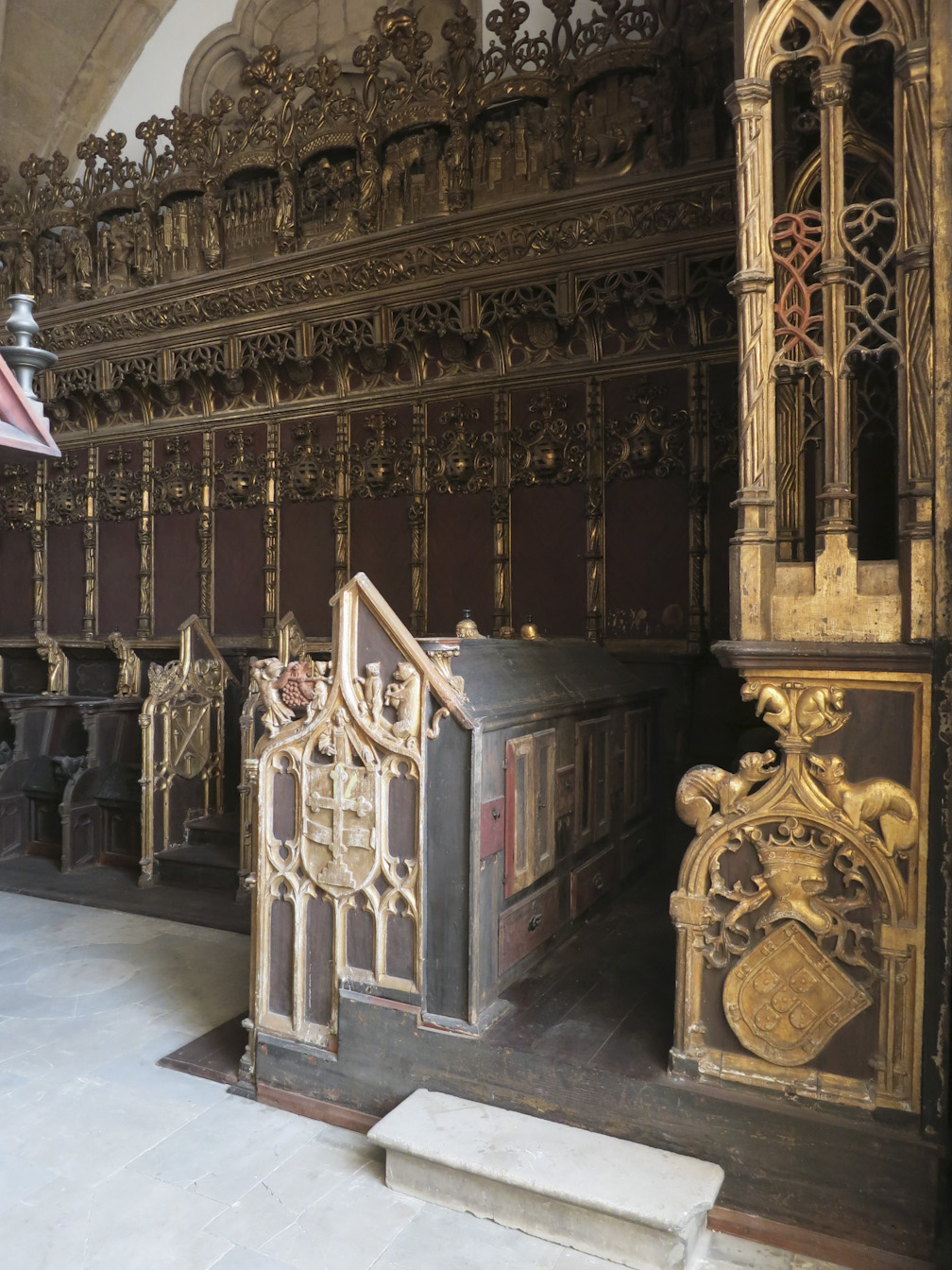
Conjunto
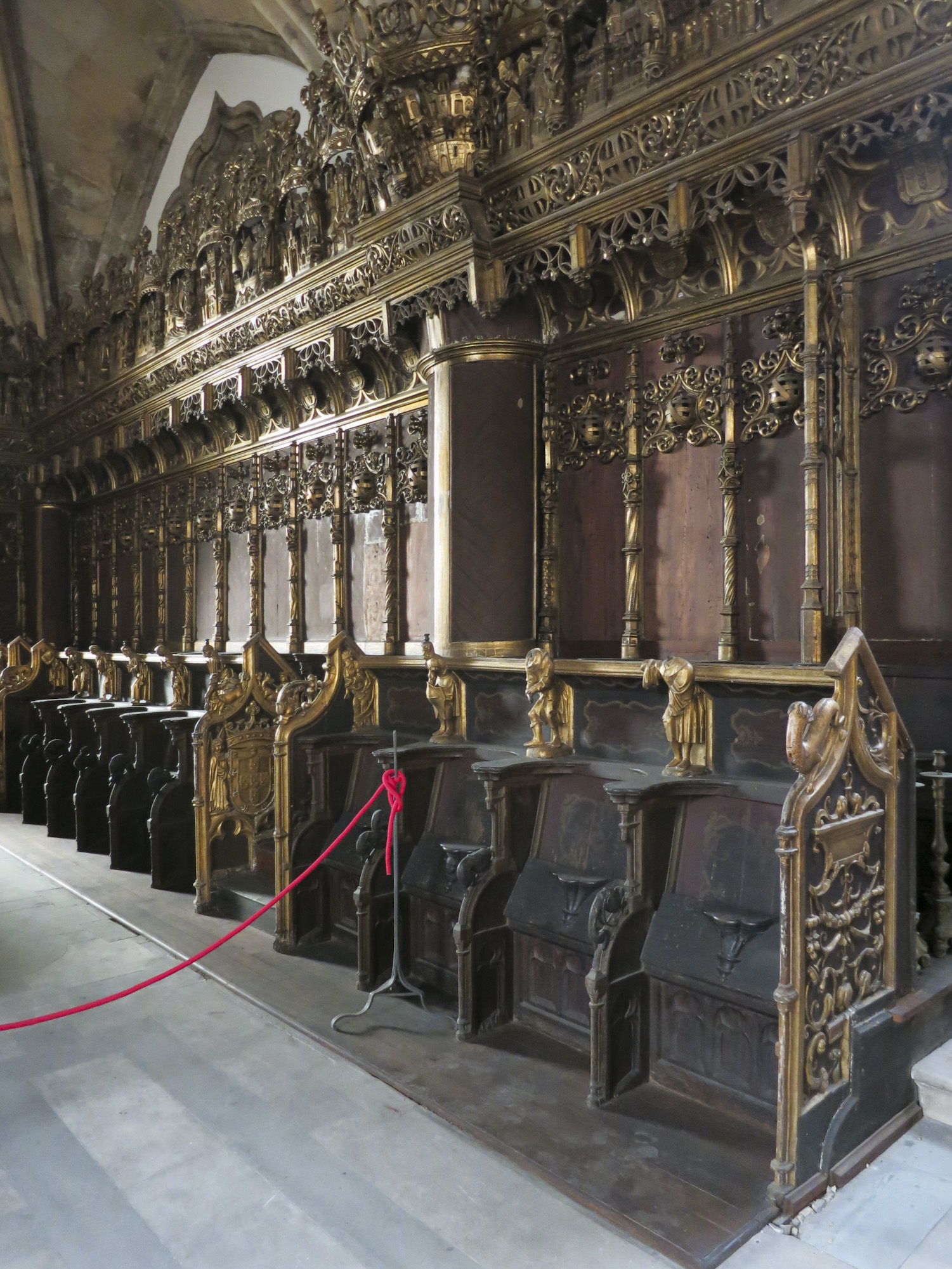
4 cadeiras de Francisco Lorete (primeiro plano)
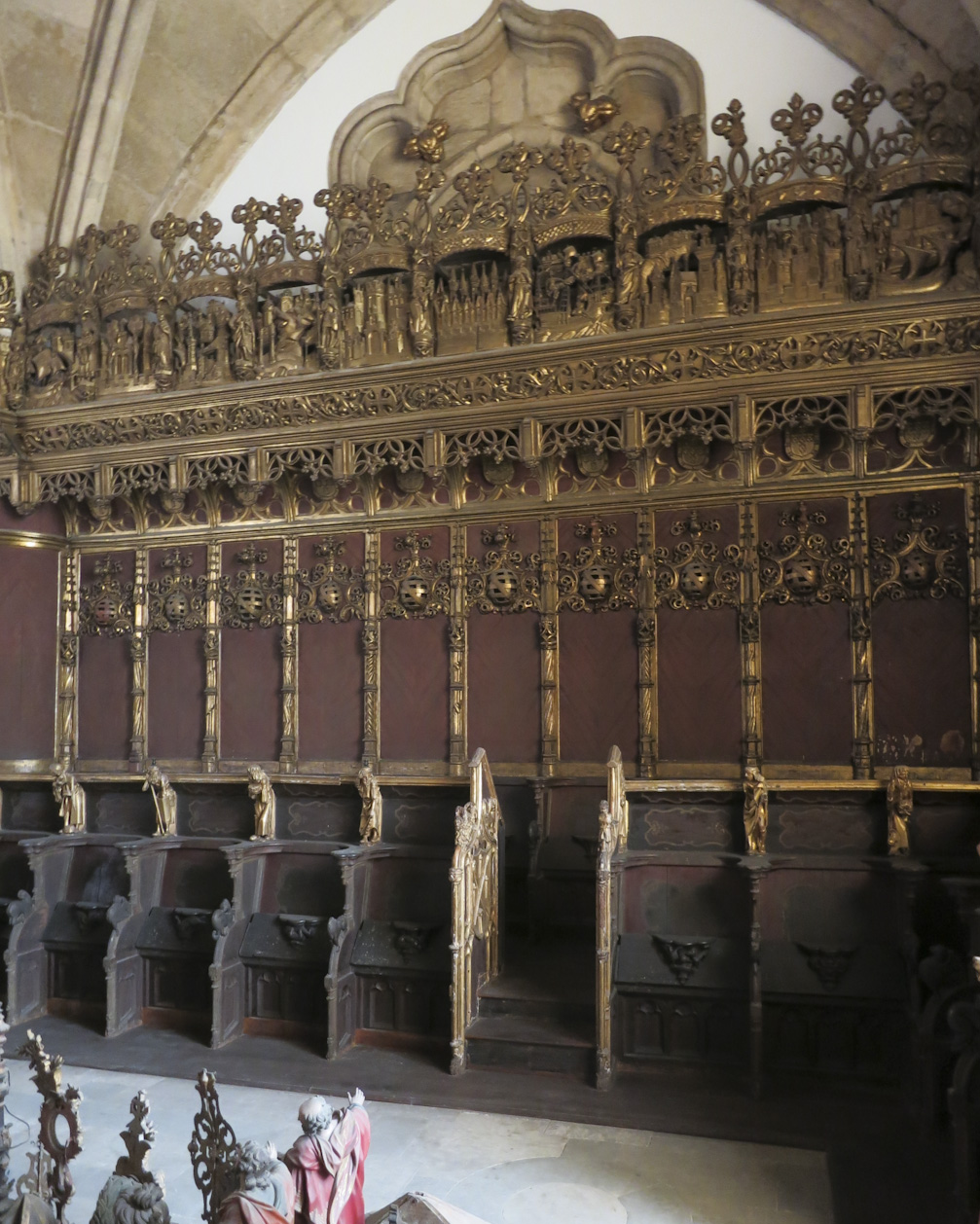
Conjunto
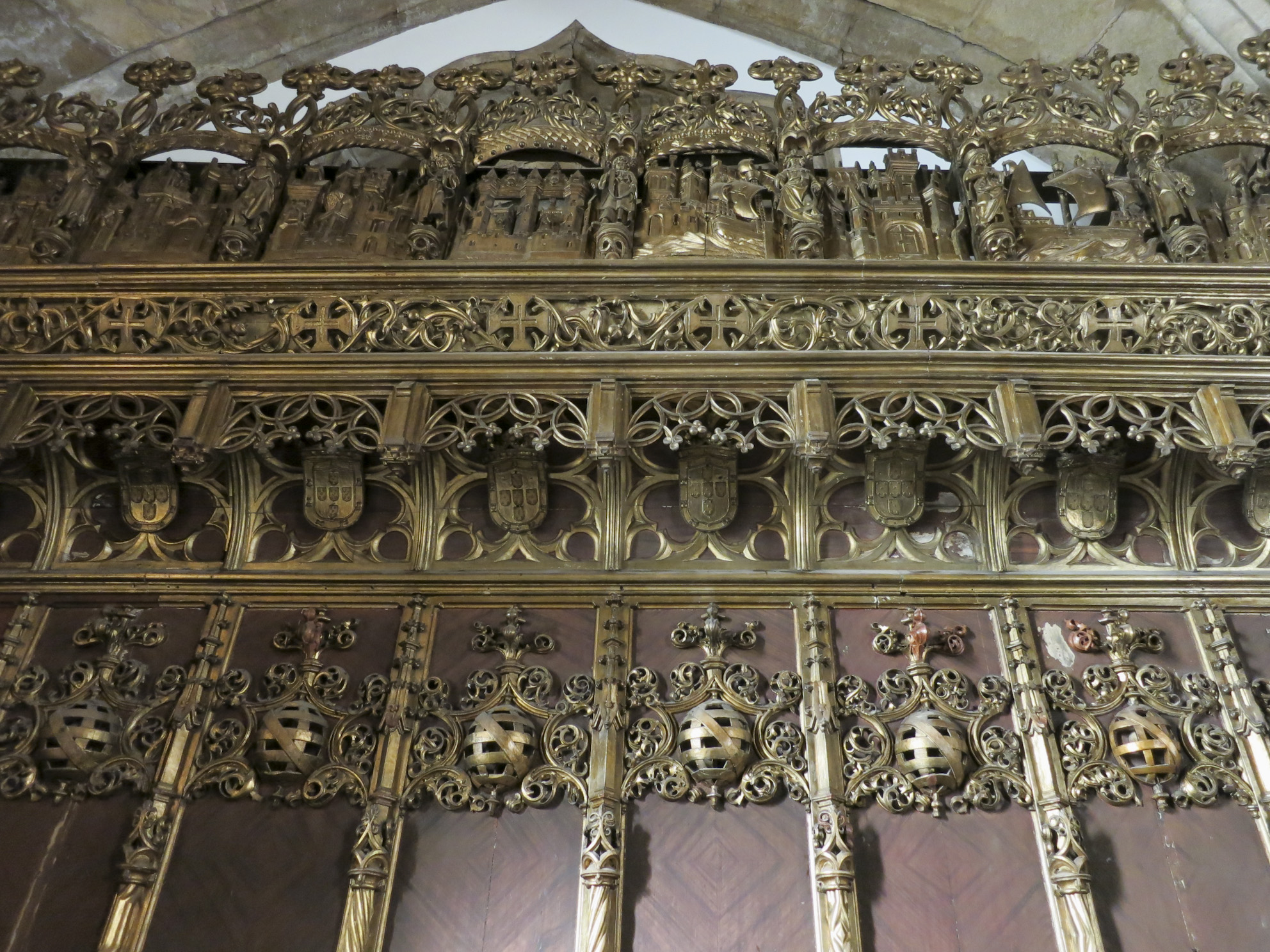
Conjunto

Desde o início, os valores estéticos, de linhagem norte e centro-europeia favoreceram a adoção de critérios formais e iconográficos tardo-góticos. Com a intenção deliberada de preservar a integridade da obra, esses princípios seriam, em aspetos essenciais, respeitados por Francisco Lorete, um mestre de formação já claramente renascentista, na derradeira etapa da construção (alguns elementos da sua lavra indiciam essa abertura às novas vias). Segundo Vítor Serrão, este conjunto esculpido mostra similitudes de iconografia e de estilo com as peças lavradas do cadeiral do coro da Catedral de Zamora de Juan de Bruxelas (c. 1503). 
Ajustado às características estruturais do coro-alto e das paredes manuelinas da igreja, o cadeiral apresenta um programa iconográfico complexo e riquíssimo que ainda não foi totalmente decifrado e que poderá ter contado com o contributo dos intelectuais afetos ao mosteiro. Decoradas com uma profusão de animais do fabulário, as misericórdias das cadeiras apresentam inúmeras cenas hagiográficas, alegóricas e simbólicas, combates entre os vícios e as virtudes. A sequência de cadeiras, em dois planos (superior e inferior), integra pequenas estatuetas de difícil decifração, representando tipos da sociedade do tempo, "como no Teatro vicentino"  (reis, guerreiros, escravos, prisioneiros… ).
Os espaldares dos assentos integram – para além do entalhe filigranado de cariz vegetalista –, os elementos característicos da heráldica manuelina: a Cruz de Cristo, a esfera armilar e o escudo. Acima deles, no alto dossel, em alinhamento sequencial intercalado por pequenas figuras, estão representadas de forma sintética cenas alusivas a uma epopeia marítima e conotada com a experiência nacional no reinado de D. Manuel I. Encimadas por coroas abertas com elementos vegetalistas entrelaçados e remate em forma de cruz, essas imagens de fortificações, cidades, navios, funcionam como uma cenografia que complementa o cadeiral, apresentando afinidades com as arquiteturas imaginárias da iluminura e de gravuras como as da Crónica de Nuremberg.

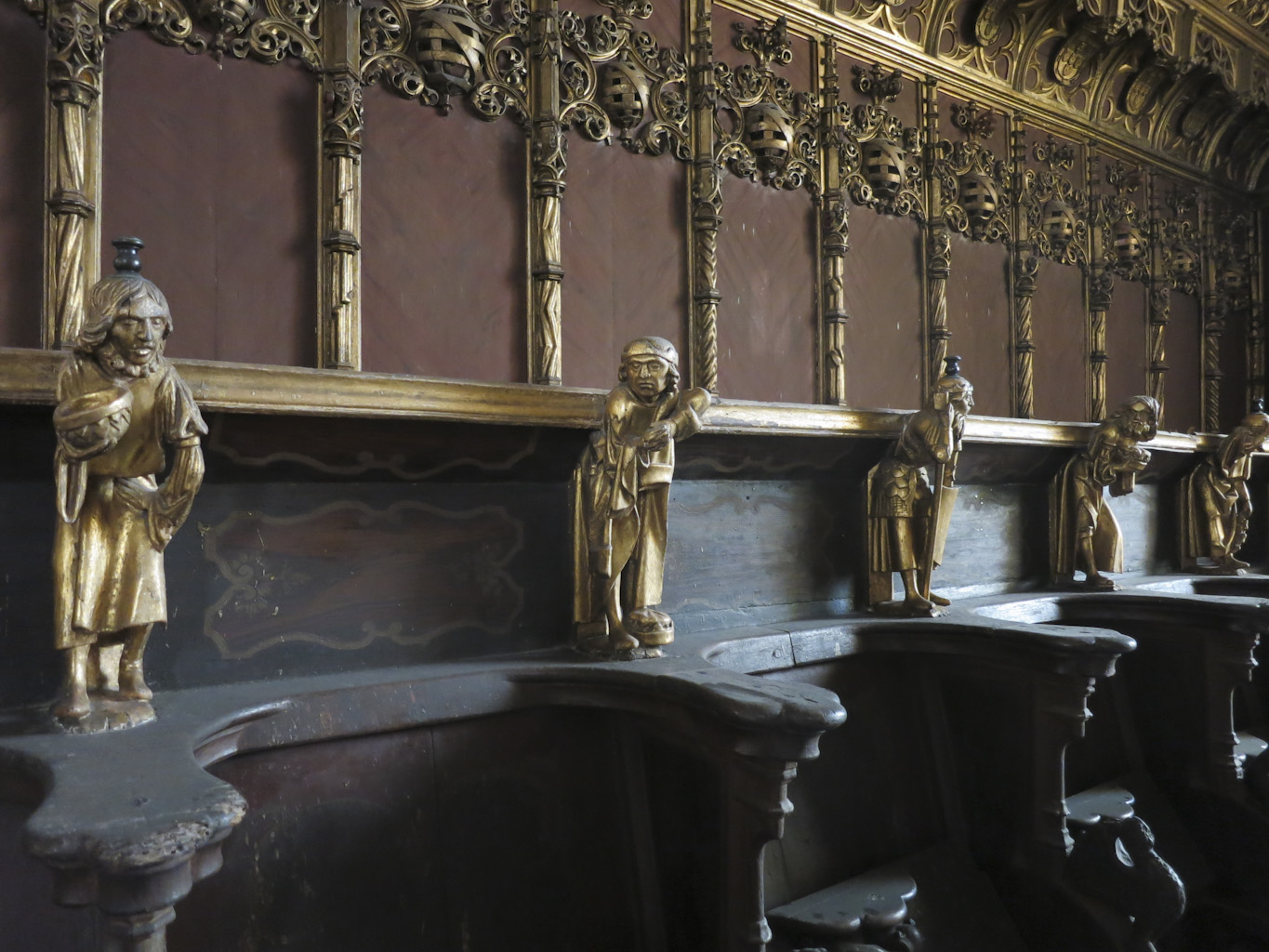
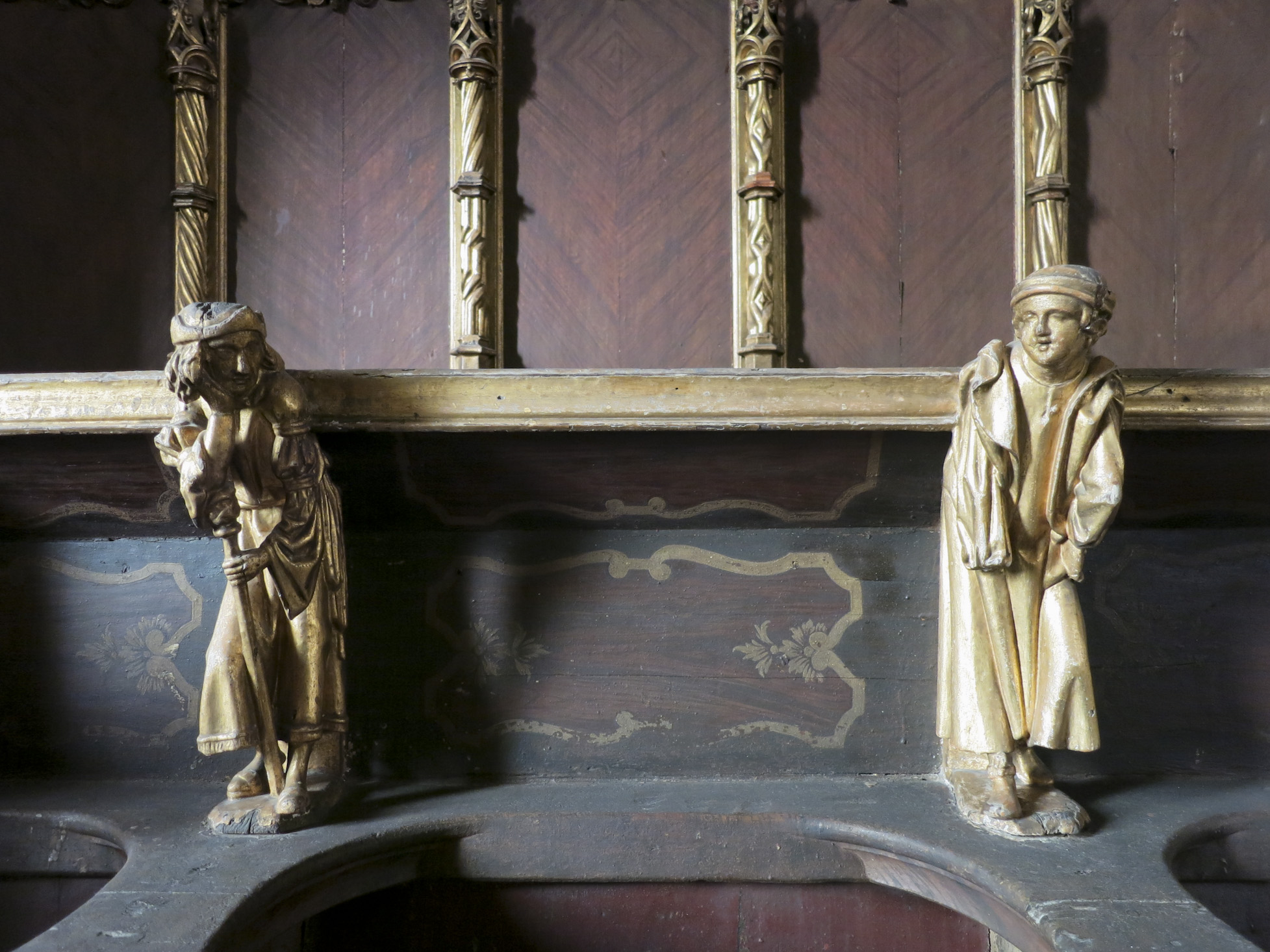
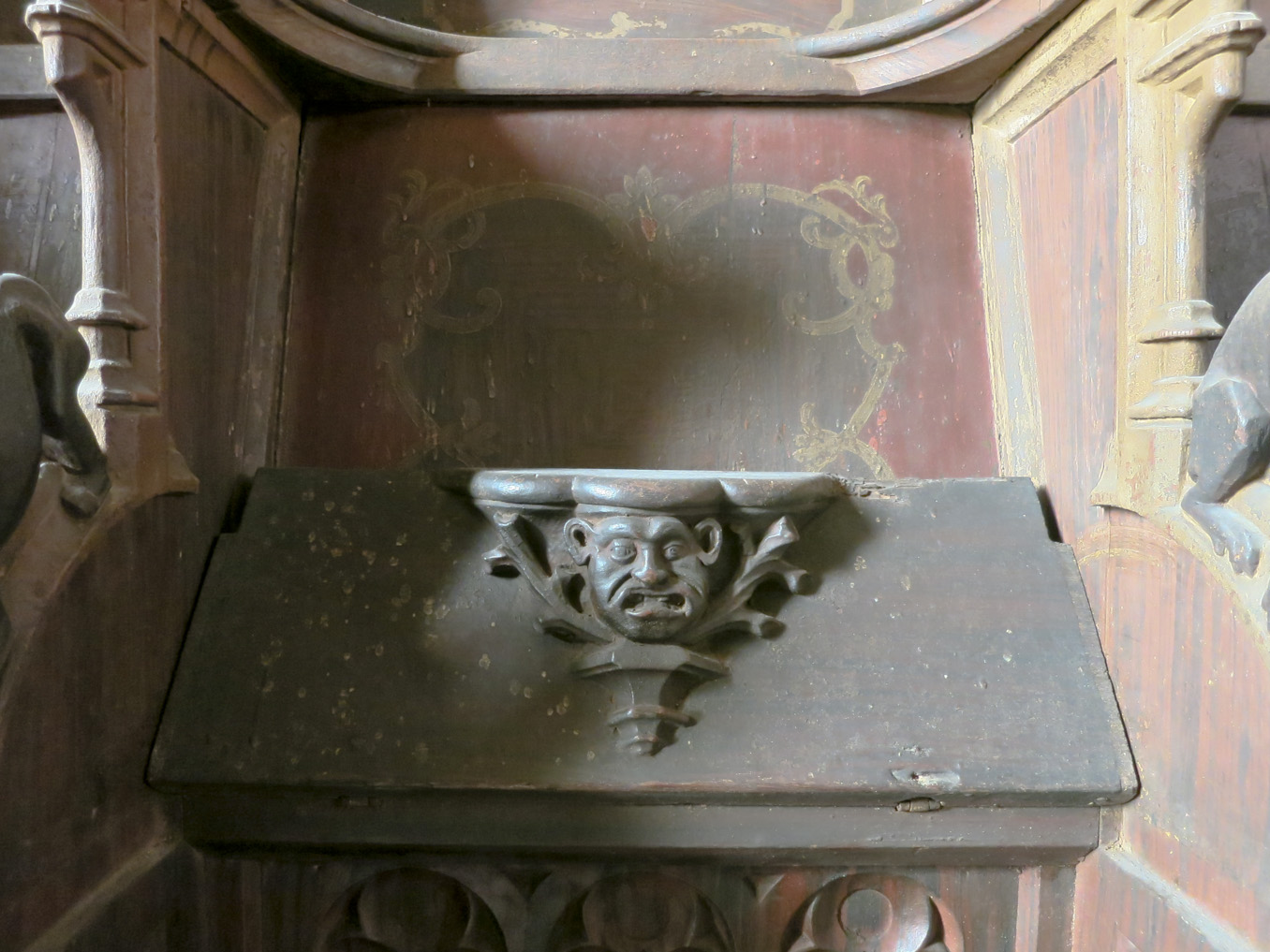
Cadeira e Misericórdia
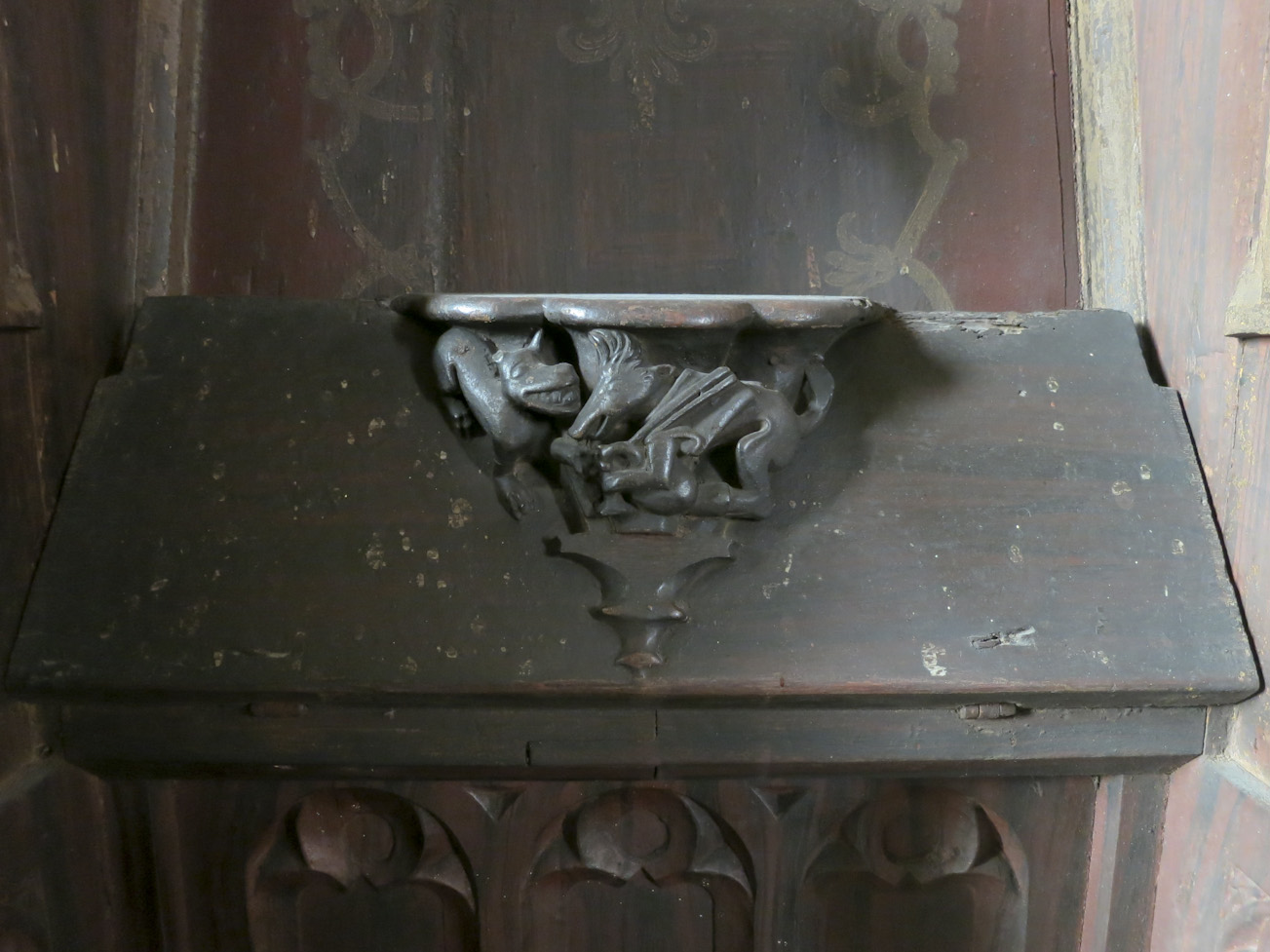
Misericórdia